# 滑鐵盧 (比利時)
滑鐵盧（法语，法語發音：[watɛʁlo] ⓘ，荷蘭語發音：[ˈʋaːtərloː] ⓘ）是比利时瓦隆大区瓦隆布拉班特省的一个市镇，北与弗拉芒大區弗拉芒布拉班特省接壤，通行法语，是比利时法语社群的一部分，人口30,174人（2018年1月1日）。此地因發生在1815年的法國皇帝拿破崙生涯最後一戰滑鐵盧戰役而聞名於世，自此「滑鐵盧」一詞也成為「徹底失敗」或「重大挫敗」的代名詞。而英國因為在此擊敗拿破崙，因此在英國本土以及其前殖民地亦有以此命名的地名及建築，如英國倫敦的滑鐵盧車站、泰晤士河上的滑鐵盧橋、位於加拿大安大略省的滑鐵盧區以及位於香港九龍區的窩打老道（Waterloo Road）。

## 友好城市
- 法國 朗布依埃